# Monte di Stagno
Il monte di Stagno è una montagna dell'Appennino tosco-emiliano, alta 1213 metri e situata nel comune di Camugnano, nella città metropolitana di Bologna, a poca distanza dal confine tra Emilia-Romagna e Toscana. Sorge tra i vicini monte Calvi (a sud) e L'Alpe (a nord). Sulla carta IGM è riportato solo come un punto quotato 1213 metri circa a mezza strada tra questi ultimi due monti.
Dal monte di Stagno nasce il rio Malsacco che, solcandone il versante occidentale, si getta nel lago di Suviana.